# Giulio Ceretti
Pour les articles homonymes, voir Ceretti, Paul Allard (homonymie) et Allard.
Giulio Ceretti, aussi connu sous le pseudonyme de Paul Allard, né le 11 octobre 1903 à Sesto Fiorentino, dans la province de Florence en Toscane, et mort le 18 juin 1985 dans la même ville, est un journaliste, syndicaliste et homme politique italien de la première moitié du XXe siècle, qui participa à la fondation du Parti communiste italien avant de s'exiler en France après l'avènement du fascisme dans son pays.

## Biographie
Jeune ouvrier métallurgiste, Giulio Ceretti, nommé Cavaliere del Lavoro (chevalier du Travail) le 29 mai 1919, participe à la fondation du parti communiste italien. Réfugié en France en 1927, après l'instauration du fascisme en Italie, il devient l'un des responsables des communistes de langue italienne en France. Il fut membre du Comité Central du Parti communiste français de 1932 à 1945. Après un voyage en Union soviétique en 1934, il s'occupe de la M.O.E. auprès du Comité Central, sous le pseudonyme de Paul Allard. Il joue un rôle important au sein du Komintern pour organiser, durant la guerre d'Espagne, le soutien aux Républicains espagnols. Il sera également nommé à la tête de la compagnie France-Navigation, créée en 1937 par l'ambassadeur d'Espagne en France, Luis Araquistáin.
Ceretti a également exercé des responsabilités au sein de la section aux cadres du parti français, en collaboration avec Maurice Tréand et Eugen Fried. Il passe la période de la guerre en URSS, et rentre en 1945 en Italie où il devient un proche collaborateur de Palmiro Togliatti. Il devint ministre à la Libération et fut également élu sénateur.

## Publications
- Sous le pseudonyme de Paul Allard :
  - Images secrètes de la guerre : 200 photographies censurées en France, Paris, coll. « Témoignages », 100 p.[3].
  - Les énigmes de la guerre, Paris, Éditions des Portiques, 1933, 251 p.
  - La vérité sur les marchands de canon, Paris, Grasset, 1935.
  - L'Enigme de la Meuse, la vérité sur l'affaire Corap, Les éditions de France, 1941.
  - Les provocateurs à la guerre, Les éditions de France, 1941
  - Ici Londres, Les éditions de France, 1942.
- sous le nom de Giulio Ceretti : À l’ombre des deux T - Quarante ans avec Palmiro Togliatti et Maurice Thorez, Paris, Julliard, 1973.